# Juan Simón
Juan Ernesto Simón (Rosario, 2 marzo 1960) è un ex calciatore e procuratore sportivo argentino, di ruolo difensore.

## Carriera

### Club
Debutta nel Newell's Old Boys, con il quale gioca più di 200 partite; nel 1983 si trasferisce in Francia, all'Monaco. Torna in patria nel 1988 per giocare nel Boca Juniors, dove in sei anni guadagna nuovamente la chiamata in nazionale.

### Nazionale
Conta 13 presenze in nazionale, con la quale ha partecipato a Italia 1990.

## Dopo il ritiro
Una volta ritiratosi ha intrapreso la carriera di procuratore sportivo.

## Palmarès

### Club

#### Competizioni nazionali
- Campionato argentino: 1

Boca Juniors: Apertura 1992

#### Competizioni internazionali
- Supercoppa Sudamericana: 1

Boca Juniors: 1989
- Recopa Sudamericana: 1

Boca Juniors: 1990
- Supercopa Masters: 1

Boca Juniors: 1992
- Copa de Oro: 1

Boca Juniors: 1993

### Nazionale
- Campionato mondiale Under-20: 1

Giappone 1979

### Individuale
- Equipo Ideal de América: 2

1989, 1990